# کاتلین رابرتسون
 کاتلین رابرتسون (انگلیسی: Kathleen Robertson؛ زادهٔ ۸ ژوئیهٔ ۱۹۷۳) یک هنرپیشه اهل کانادا است. وی از سال ۱۹۸۵ میلادی تاکنون مشغول فعالیت بوده‌است.
از فیلم‌های معروف او می‌توان به بازی در فیلم پارک سگ، مهمانی ساحل روانی، ایکس‌ایکس‌/ایکس‌وای و بورلی هیلز، ۹۰۲۱۰  اشاره کرد.